# 蛹形格粒螺
蛹形格粒螺（学名：Inella truncis），是异腹足目左锥螺科格粒螺属的一种。主要分布于台湾，常栖息在浅水至60米水深海域。